# Björka älv
Björka älv är en skogsälv i norra Värmland, Hagfors och Sunne kommuner. Längd ca 40 km. B. rinner upp i sjön Björklången i västra delen av Hagfors kommun. Därifrån rinner B. först söderut, sedan mer åt sydväst in i Sunne kommun. Efter byarna Ranberg och Ängsätter går loppet åter i huvudsak söderut, ner mot sjön Björken ca 7 km nordväst om Sunne. Efter Björken löper B. först norrut, därpå västerut, och mynnar i Övre Fryken (62 m ö.h.) vid Edsbjörke ca 8 km norr om Sunne. 
Källflöden till B. är Mjögan, Långbergsbäcken och Örbäcken. Viktigare biflöden är Älgsjöbäcken och Tvärån.